# Cafius
Cafius – rodzaj chrząszczy z rodziny kusakowatych i podrodziny kusaków.
Rodzaj ten został wprowadzony w 1829 roku przez Jamesa Francisa Stephensa.
Chrząszcze o wydłużonym ciele. Głowę mają w obrysie prawie czworokątną z trochę zaokrąglonymi tylnymi kątami. Zwężone ku tyłowi przedplecze ma krawędzie boczne za środkiem długości trochę wykrojone i od tego miejsca silnie wygięte ku dołowi wraz z górną krawędzią epipleury przedtułowia. Grzbietowe rzędy przedplecza tworzone są przez cztery punkty, w tym trzy bardzo duże i jeden mały, zlokalizowany tuż obok przedniego brzegu przedplecza. Na bocznym brzegu przedplecza leży duży punkt szczecinkowy oddalony od brzegu epipleury przedtułowia o prawie dwukrotność swojej średnicy. Szczecinki boków przedplecza są silne i długie. Pokrywy cechuje gęste i delikatne punktowanie oraz delikatne owłosienie. Tylna para odnóży ma stopy o pierwszym członie nieco dłuższym niż trzy kolejne razem wzięte.
Przedstawiciele rodzaju występują we wszystkich krainach zoogeograficznych, włącznie z Oceanią. Do fauny Polski zalicza się tylko C. xantholoma (zobacz też: kusakowate Polski)
Należy tu 45 opisanych gatunków:

- Cafius aguayoi Bierig, 1934
- Cafius algarum (Sharp, 1874)
- Cafius algophilus Broun, 1894
- Cafius andamanensis Coiffait, 1981
- Cafius australis (Redtenbacher, 1867)
- Cafius bistriatus (Erichson, 1840)
- Cafius bisulcatus (Solier, 1849)
- Cafius bryanti Cameron, 1943
- Cafius canescens (Mäklin, 1852)
- Cafius caribeanus Bierig, 1934
- Cafius catenatus Fauvel, 1877
- Cafius caviceps Broun, 1886
- Cafius ceylonicus Bernhauer, 1902
- Cafius cicatricosus (Erichson, 1840)
- Cafius decipiens (LeConte, 1863)
- Cafius flicki Vauloger, 1897
- Cafius fonticola (Erichson, 1840)
- Cafius fucicola Curtis, 1830
- Cafius gigas Lea, 1929
- Cafius histrio (Sharp, 1874)
- Cafius lithocharinus (LeConte, 1863)
- Cafius litoreus (Broun, 1880)
- Cafius luteipennis Horn, 1884
- Cafius maritimus (Broun, 1880)
- Cafius martini Cameron, 1927
- Cafius mimulus (Sharp, 1874)
- Cafius mutatus (Gemminger et Harold, 1868)
- Cafius nasutus (Fauvel, 1877)
- Cafius nauticus Fairmaire, 1849
- Cafius opacus (LeConte, 1863)
- Cafius pacificus (Erichson, 1840)
- Cafius quadriimpressus (White, 1846)
- Cafius ragazzii Gestro, 1889
- Cafius rufescens Sharp, 1889
- Cafius rufifrons Bierig, 1934
- Cafius sabulosus Fauvel, 1877
- Cafius seminitens Horn, 1884
- Cafius seriatus Fauvel, 1877
- Cafius splendoris Last, 1987
- Cafius subtilis Cameron, 1922
- Cafius sulcicollis (LeConte, 1863)
- Cafius velutinus Fauvel, 1877
- Cafius vestitus (Sharp, 1874)
- Cafius xantholoma (Gravenhorst, 1806)
- Cafius zealandicus Cameron, 1947